# Cystidicolinae
Cystidicolinae ist eine Unterfamilie der Rollschwänze mit über 190 Arten. Es ist die einzige Unterfamilie innerhalb der Cystidicolidae. Sie sind Parasiten bei Fischen.

## Merkmale
Cystidicolinae haben die Merkmale der Habronematoidea. Die Pseudolippen sind klein und oft zu einem kleinen Anhängsel reduziert. Auch die Zahl der Papillen ist gewöhnlich auf vier an der Basis der Pseudolippen reduziert.

## Systematik
Zur Unterfamilie gehören 22 Gattungen:
- Ascarophis Van-Beneden, 1871
- Caballeronema Margolis, 1977
- Comephoronema Layman, 1933
- Crenatobronema Solovjeva, 1987
- Cristitectus Petter, 1970
- Ctenascarophis Mamaev, 1968
- Cyclozone Dogiel, 1932
- Cystidicola Fischer, 1798
- Cystidicoloides Skinker, 1931
- Dogielophis Doweld, 2016
- Mastigospirura Machida & Syahailatua, 1994
- Metabronema Yorke & Maplestone, 1926
- Moravecnema Justine, Cassone & Petter, 2002
- Neospinitectus Kalyankar, 1971
- Parascarophis Campana-Rouget, 1955
- Prospinitectus Petter, 1979
- Pseudascarophis Ko, Margolis & Machida, 1985
- Pseudoproleptus Khera, 1953
- Salvelinema Trofimenko, 1962
- Similascarophis Munoz, Gonzalez & George-Nascimento, 2004
- Spinitectoides Petter, 1969
- Spinitectus Fourment, 1883